# Cirey
Cirey település Franciaországban, Haute-Saône megyében. Lakosainak száma 371 fő (2022. január 1.). Cirey Ruhans, Rigney, Valleroy, Beaumotte-Aubertans, Chambornay-lès-Bellevaux, Rioz, Traitiéfontaine és Vandelans községekkel határos.

## Népesség
A település népességének változása:
| Lakosok száma | 353  | 358  | 369  | 368  | 373  | 371  | 367  | 371  | 371  |
|               | 2013 | 2015 | 2016 | 2017 | 2018 | 2019 | 2020 | 2021 | 2022 |